# Jordbävningen i Irpinia 1980
Jordbävningen i Irpinia 1980 är en jordbävning som skakade främst området Hirpinien (Irpinia) i södra Italien, den 23 november 1980. Dödsoffren uppgick till totalt till 4 500 människor och antalet hemlösa till cirka 300 000 - 400 000.
Epicentrum var i Conza della Campania och jordbävningen påverkade regionerna Kampanien och Basilicata. Jordbävningen hade en magnitud på 6,9 på Richterskalan.
Skalvet slog till klockan 18:34 UTC.
Italienska staten tillsköt 59 miljarder lire för återuppbyggnaden, och även andra länder bidrog. Västtyskland bidrog med 32 miljoner US-dollar (USD) och USA med 70 miljoner USD.
Hus störtade samman, marken rämnade och panik utbröt. I staden Balvano störtade kyrktaket under kvällsgudstjänsten. Dagen därpå utlystes allmän sorgedag i hela Italien. 

## Räddningsarbete och politiskt efterspel
Räddningsarbetet kritiserades för dålig organisation, och för att vara så långsamt att många liv krävdes.  Italiens president Sandro Perini tog sig till katastrofområdena och romersk-katolska kyrkans påve Johannes Paulus II åkte runt i helikopter.
Presidenten angrep den 27 november räddningsarbetet vid ett tal, och menade bland annat att pengarna inte kommit fram, och att 1970 års lag om naturkatastrofer inte verkställts. Kritiken ledde till att inrikesministern Virginio Rognoni lämnade in sin avskedsansökan.

### Fotnoter
1. 1 2   (på Italian) Download - Catalogo Parametrico dei Terremoti Italiani, arkiverad från ursprungsadressen  den 6 maj 2009, https://www.webcitation.org/5gZqf5ajC?url=http://emidius.mi.ingv.it/CPTI04/download.html, läst 7 april 2009,  ”2413 DI 1980 11 23 18 34 52 Irpinia-Basilicata CFTI 1319 100 100 40.850 15.280 A 6.89 0.04 6.89 0.04 6.89 0.04 927 G 553 1587 2413”
2. ↑  Istituto Nazionale di Geofisica e Vulcanologia - GNDT Arkiverad 3 december 2008 hämtat från the Wayback Machine.
3. ↑  Italy: Avellino, Potenza, Caserta, Naples.NOAA National Geophysical Data Center, Boulder (Colorado). läst 7 april 2009. 6 maj 2009.
4. ↑  Antonello Caporale (13 december 2004) (på Italian), Irpinia, 20 anni dopo, la Repubblica, http://www.repubblica.it/speciale/irpinia/irpi.html, läst 7 april 2009
5. 1 2 3 4   Horisont 1980. Bertmarks